# Pierre Lachièze
Pierre Lachièze, né le 4 avril 1743 à Martel (généralité de Montauban, actuel département du Lot), mort le 4 mars 1818 dans la même ville, est un homme politique de la Révolution française et de l'Empire. 

## Biographie
Son père, Bernard Lachièze, est procureur au sénéchal de Martel, époux de Jeanne de Chaboy.
Il obtint la licence en droit à l'université de Toulouse, et fut avocat comme son père. Élu premier consul de Martel en 1787, il en fut le premier maire selon la loi votée par la Constituante. Il fut brièvement président de l'Administration centrale du Lot, démissionna pour remplir les fonctions de président du tribunal de district (1790-91).
La France devient une monarchie constitutionnelle en application de la constitution du 3 septembre 1791. Le même mois, Pierre Lachièze, alors président du tribunal du district de Martel, est élu député du département du Lot, le deuxième sur dix, à l'Assemblée nationale législative. 
Il fut à nouveau administrateur du Lot en 1795, puis représentant du peuple au Conseil des Anciens, de 1796 à 1799 (élection annulée, puis validée). Après le 18 brumaire qu'il approuva, il fut membre du Corps Législatif jusqu'en 1804.
D'après un témoignage postérieur, il refusa, par fidélité à ses idées républicaines, un poste de sénateur que Joachim Murat se proposait de lui obtenir. Il mourut à Martel en 1818.

## Sources
- Lucien Lachièze-Rey, Pierre Lachièze, sa jeunesse et les débuts de sa carrière, 1972.